# Jan Bartram
Jan Bartram (Frederiksberg, 1962. március 6. –) dán válogatott labdarúgó.

## Pályafutása

### Klubcsapatban
Frederiksbergben született. 1981-ben az Aarhus GF csapatában kezdett futballozni. Öt éven keresztül volt a klub játékosa, mellyel 1986-ban dán bajnoki címet szerzett. 1987-ben rövid ideig a Brøndbyben játszott, ennek ellenére a szezon végén bajnoki címet és kupagyőzelmet ünnepelhetett. 1987 és 1988 között rövid ideig a skót Rangersben szerepelt, de ott se maradt fél évnél tovább és Németországba igazolt a Bayer 05 Uerdingenbe, ahol három szezont töltött. 1991 és 1996 között ismét az Aarhus GF együttesében játszott, melynek tagjaként 1992-ben és 1996-ban Dán Kupát nyert.

### A válogatottban
1985 és 1991 között 32 alkalommal szerepelt a dán válogatottban és 5 gólt szerzett. Részt vett az 1986-os világbajnokságon.

## Sikerei, díjai
Aarhus GF
- Dán bajnok (1): 1986
- Dán kupa (3): 1986–87, 1991–92, 1995–96

Brøndby
- Dán bajnok (1): 1987